# そり舌接近音
そり舌接近音（そりじた せっきんおん）は子音の種類の一つ。硬口蓋とそらせた舌が接近することで作られた隙間から生じる音。国際音声記号では、[ɻ]と記述される。

## 特徴
- 気流の起こし手 - 肺臓からの呼気。
- 発声 - 声帯の振動を伴う有声音。
- 調音
  - 調音位置 - 持ち上げられた舌尖と歯茎後部によるそり舌音。
  - 調音方法
    - 口腔内の気流 - 舌の中央の隙間を気流が通る中線音。
    - 調音器官の接近度 - 摩擦が生じるほどではない狭めから生じる接近音。
    - 口蓋帆の位置 - 口蓋帆を持ち上げて鼻腔への通路を塞いだ口音。

## 言語例
- 印欧語族
  - マラーティー語
  - 英語 - いくつかのアメリカ英語の方言にて発音されるR。
- シナ・チベット語族
  - 中国語（児化音） - er,r (ピンイン) - ㄦ (注音符号)
  - ドンガン語（児化音） - р
- ドラヴィダ語族
  - タミル語 - ழ (ḻa)
  - マラヤーラム語